# Famille von Bernstorff
Pour les articles homonymes, voir von Bernstorff.
 (juillet 2024).
La famille von Bernstorff est une famille de la noblesse immémoriale d'Allemagne du Nord originaire du Mecklembourg qui s'illustra à la cour du Danemark et du temps de l'Empire allemand. Ses racines remontent aux terres de Bernstorf, aujourd'hui dans l'arrondissement du Mecklembourg-du-Nord-Ouest.

## Historique
C'est en 1300 qu'est mentionné un Johannes dictus de Bernardestorpe et qu'en 1411 Johann Bernstorp est seigneur-écuyer de Bernstorp.
Andreas Gottlieb von Bernstorff (de) (1649-1726), seigneur des terres de Wedendorf, est élevé en 1716 au rang de baron du Saint-Empire romain germanique. Il est aussi conseiller secret du Brandebourg-Lunebourg et de la dynastie de Hanovre.
En 1767, les frères Johann Hartwig Ernst von Bernstorff — seigneur des terres de Wotersen, Wedendorf et Rüting — et Andreas Gottlieb von Bernstorff (1708-1768), seigneur des terres de Gartow et de Dreilützow, sont faits comtes de la noblesse du Danemark.

## Armes
Les armoiries de la famille von Bernstorff sont décrites comme suit : "En rouge, une barre ondulée d'argent, d'où sortent, barre par barre, trois nénuphars (de) (naturelles) vertes, pointues, à long manche". - "Sur le casque en forme de pot aux couvertures rouges et argent (sur un bouclier adossé), deux éventails sphériques rouges à long manche, inclinés vers l'extérieur et se rétrécissant vers le bas, chacun orné de sept plumes naturelles de paon". Autrefois, les feuilles de nénuphar étaient d'or, dans certaines variations des armoiries, la barre ondulée est recouverte de trois feuilles de nénuphar vertes (veinées) à tige courte et pointue (feuilles de nénuphar naturelles, voir ci-dessus : armoiries comtales de 1837), l'ornement du heaume est constitué de sept plumes de paon naturelles sans boule pétale.

## Personnalités

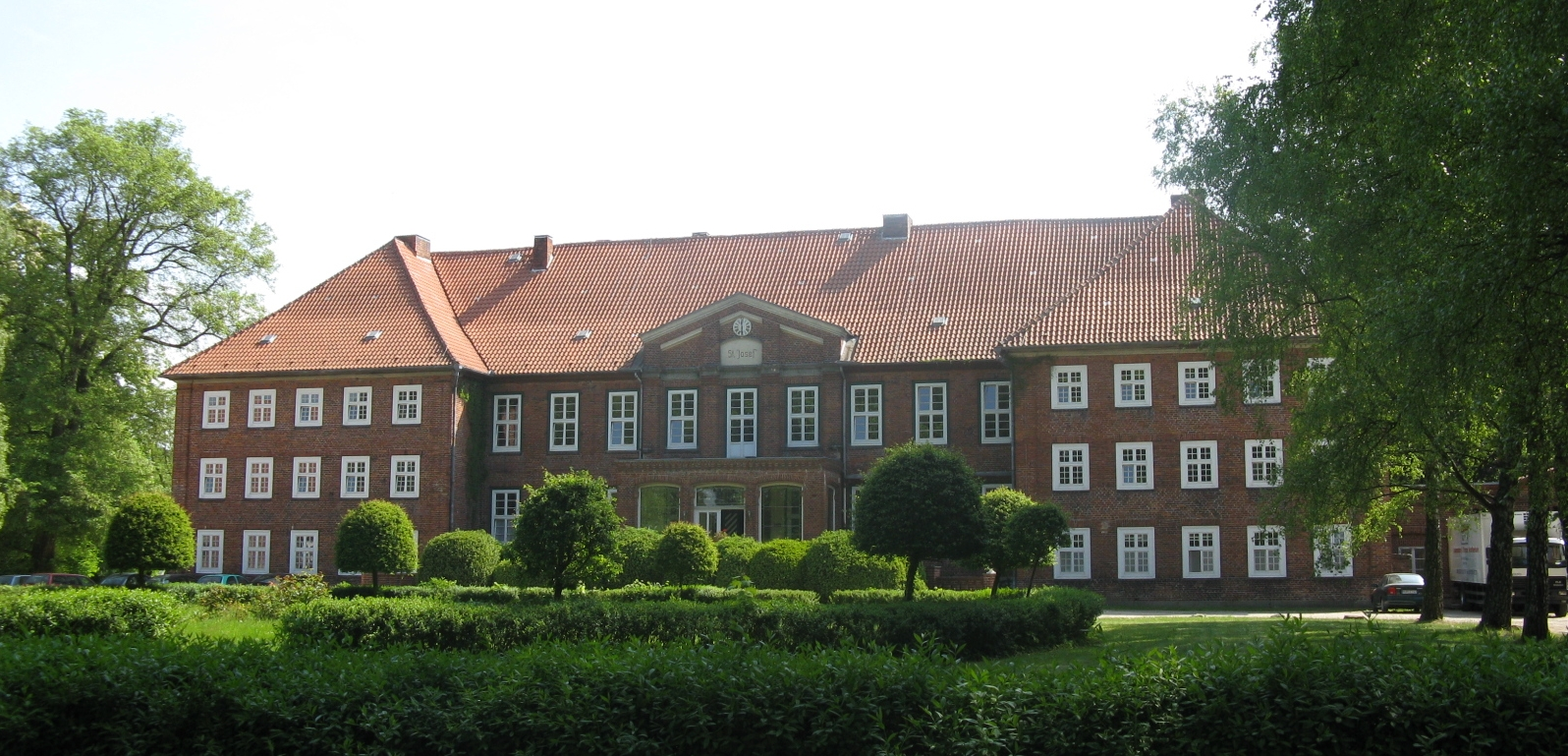
Château de Dreilützow.

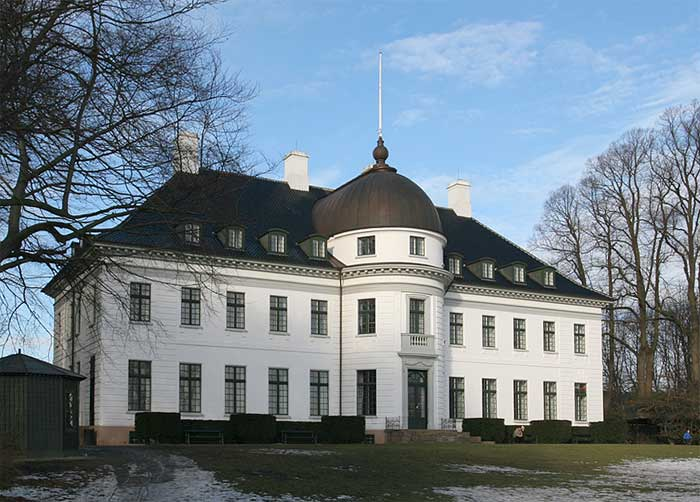
Château de Bernstorff.

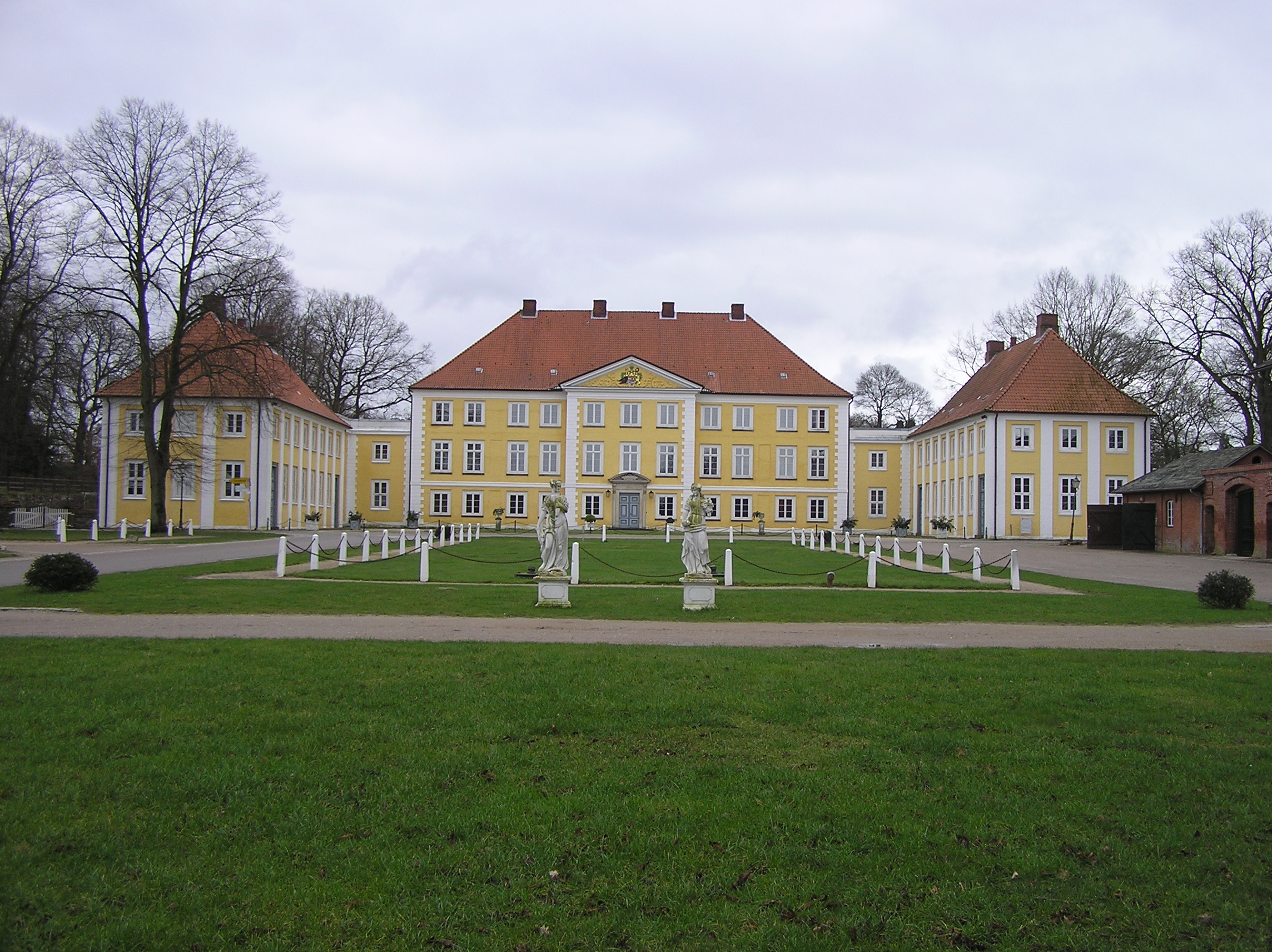
Château de Wotersen.

Blason de la famille von Bernstorff

- Adolf von Bernstorff (de) (1803–1872), chambellan mecklembourgeois
- Albrecht von Bernstorff (1809-1873), ambassadeur, ministre prussien des Affaires étrangères (1861-1862)
- Albrecht von Bernstorff (1890-1945), ambassadeur et opposant au nazisme
- Andreas Gottlieb von Bernstorff (de) (1649-1726), homme politique à la cour de Hanovre
- Andreas Gottlieb von Bernstorff (1708-1768), baron de la noblesse du Danemark
- Andreas von Bernstorff (de) (1844-1907), juriste, théologien protestant et homme politique prussien
- Andreas von Bernstorff (de) (né en 1945) militant écologiste et député Vert au Landtag de Bade-Wurtemberg
- Andreas Peter von Bernstorff (1735-1797) homme politique à la cour du Danemark, ministre des Affaires étrangères (1773-1780 et 1784-1797)
- Augusta Louise von Bernstorff, née comtesse zu Stolberg-Stolberg (1753-1835), correspondante de Goethe, épouse du précédent (Andreas Peter von Bernstorff)
- Bechtold von Bernstorff (de) (1803-1890), membre du Reichstag impérial
- Berthold von Bernstorff (de) (1842-1917), propriétaire terrien allemand et député au Reichstag
- Christian Günther von Bernstorff (1769, Copenhague – 1835, Berlin), ministre des Affaires étrangères du Danemark, puis de Prusse
- Ernst von Bernstorff (de) (1768-1840), diplomate prussien
- Fanny von Bernstorff (de) (1840-1930), dessinatrice et auteur de livres pour la jeunesse
- Georg Ernst von Bernstorff (de) (1870-1939), propriétaire terrien et homme politique allemand (DHP) ;
- Günther von Bernstorff (de) (1864-1937), homme politique
- Hans Nikolaus von Bernstorff (1856-1914), officier de marine (Korvettenkapitän) et auteur de livres pour la jeunesse
- Johann Hartwig Ernst von Bernstorff (1712-1772), ministre d'État à la cour du Danemark (1751-1772)
- Johann Heinrich von Bernstorff (1862-1939), diplomate allemand
- Percy von Bernstorff (de) (1858-1930), président du district de Cassel